# 莫西沙星
莫西沙星（INN：moxifloxacin）是一种第四代喹诺酮类抗细菌药（8-methoxy-fluoroquinolone類抗生素），其殺菌作用藉由干擾拓撲異構酶（topoisomerase），進而抑制DNA合成，最終導致細菌死亡。
莫西沙星口服剂或静脉注射剂均以盐酸莫西沙星之形式使用，商品名有 Avelox、Avalox 和 Avelon；治疗结膜炎（红眼病）的眼药水，商品名为 Vigamox 和 Moxeza。
莫西沙星可用于治疗几种感染症，包括呼吸道感染（肺炎、鼻竇炎）、結膜炎、蜂窝组织炎、炭疽病、心内膜炎、腹腔内感染、脑膜炎及结核病。給藥方式有口服、靜脈注射或是作為眼藥水使用。
使用此藥物常見的副作用有腹瀉、頭暈和頭痛。嚴重的副作用有自發性肌腱斷裂、神經損傷和重症肌無力更為惡化。個體在懷孕期間使用對於胎兒和在母乳哺育期間使用對於嬰兒的安全性尚不清楚。莫西沙星屬於喹諾酮類藥物，它通常透過阻斷細菌複製DNA的能力來殺死細菌。
莫西沙星於1988年取得專利，並於1999年在美國獲准用於醫療用途。它已列入世界衛生組織基本藥物標準清單之中。於2022年，莫西沙星是美國開立處方量排名第273的藥物，累積處方箋數量超過80萬張。

## 醫療用途
莫西沙星用於治療多種感染，包括呼吸道感染、腺鼠疫、蜂窩組織炎、炭疽病、腹腔內感染、心內膜炎、腦膜炎和肺結核。
莫西沙星在美國獲准用於治療急性細菌性鼻竇炎、慢性支氣管炎的急性細菌性惡化、社區型肺炎、複雜性和非複雜性皮膚及皮膚結構感染，以及複雜性腹腔內感染。在歐盟，它獲准用於慢性支氣管炎的急性細菌性惡化、非重度社區型肺炎和急性細菌性鼻竇炎。歐洲藥品管理局根據對罕見，但屬嚴重肝毒性和皮膚反應報告的調查，在2008年建議口服（而非靜脈注射）莫西沙星的使用應僅限於其他抗菌劑無法使用或已失效的感染。在美國，行銷許可不包含這些限制，但在產品標籤上有顯著關於皮膚反應的警告。
美國食品藥物管理局（FDA）對此藥物的初步批准（1999年12月頒發）涵蓋以下適應症：
- 慢性支氣管炎急性惡化
- 急性細菌性鼻竇炎
- 社區型肺炎

FDA批准的其他適應症有：
- 2001年4月：非複雜性皮膚及皮膚結構感染[19]
- 2004年5月：由多重抗藥性肺炎鏈球菌引起的社區型肺炎[20]
- 2005年6月：複雜性皮膚及皮膚結構感染[21]
- 2005年11月：複雜性腹腔內感染[22]

歐洲藥品管理局建議莫西沙星對於肺炎、急性細菌性鼻竇炎和慢性阻塞性肺病急性惡化，應僅在其他抗生素不適用時才使用。
口服和靜脈注射莫西沙星均尚未獲准用於兒童。 這一類別中的幾種藥物，包括莫西沙星，因存在對肌肉骨骼系統造成永久性損傷的風險，而未獲FDA批准用於兒童。莫西沙星的眼藥水製劑獲准用於治療由敏感細菌引起的結膜感染。
近期出現關於莫西沙星對厭氧菌的抗藥性比率報告令人擔憂。據報導於奧地利有36%的類桿菌屬對莫西沙星具有抗藥性，而在義大利的細菌抗藥性比率甚至高達41%。

### 敏感細菌
- 金黃色葡萄球菌
- 表皮葡萄球菌（英语：Staphylococcus epidermidis）
- 肺炎鏈球菌
- 寡養單胞菌屬
- 耶爾森菌屬
- 流感嗜血桿菌
- 克雷伯氏菌屬
- 卡他莫拉氏菌（英语：Moraxella catarrhalis）
- 腸桿菌屬
- 分枝桿菌屬
- 炭疽桿菌
- 生殖道黴漿菌[31]
- 伯氏疏螺旋體 (體外試驗證實有效) [32]

## 不良反應
使用莫西沙星治療可能導致罕見但嚴重的不良反應，包括不可逆的周圍神經系統病變、自發性肌腱斷裂和肌腱病變、肝炎、精神作用（幻覺、憂鬱）、尖端扭轉性室性心搏過速、史蒂芬斯-強森症候群和艱難擬梭菌相關疾病，以及光敏感/光毒性反應。
多項報告顯示使用莫西沙星可能導致葡萄膜炎。

### 懷孕與哺乳
懷孕初期時的胎兒接觸喹諾酮類藥物（包括左氧氟沙星）並不會增加死產、早產、先天缺陷或低出生體重的風險。關於莫西沙星滲入人類母乳中的數據有限。動物研究發現莫西沙星在母乳中以顯著濃度出現。關於個體在懷孕期間或哺乳期間是否繼續治療的決定，應在權衡對胎兒或兒童潛在的傷害風險，以及藥物對母親福祉的重要性後再做決定。

## 禁忌症
在2008年的藥品說明書中僅列出兩項禁忌症：
"非類固醇抗發炎藥 (NSAIDs)：同時併用NSAIDs與喹諾酮類藥物可能會增加中樞神經系統興奮和抽搐的風險，但在莫西沙星的臨床前和臨床試驗中未觀察到此情況。"
"莫西沙星禁用於對莫西沙星、任何喹諾酮類抗菌劑或產品中任何成分有過敏史的人。"
雖然藥品說明書中沒明確提出，但齊拉西酮也被認為是禁忌，因為它可能具有延長QT間期的潛力。莫西沙星也應避免用於低血鉀但未糾正的患者，或同時服用其他已知會延長QT間期的藥物（抗精神病藥和三環類抗憂鬱藥）的患者。
糖尿病患者因為其血糖調節可能會受到顯著影響，而應謹慎使用莫西沙星。
莫西沙星也被認為禁用於兒童、孕婦、哺乳期母親、有肌腱疾病史的個體、確診QT間期延長的個體，以及癲癇或其他癲癇發作疾病患者。應避免莫西沙星與其他同樣會延長QT間期或引起心跳過緩的藥物（例如：β受體阻滯劑、胺碘酮）共同給藥。對於患有心血管疾病，包括有傳導異常的患者，使用莫西沙星時應仔細考量。

### 兒童與青少年
莫西沙星對於18歲以下個體的安全性尚未確定。動物研究表明莫西沙星可能會對青少年造成肌肉骨骼損傷的風險。

## 交互作用
莫西沙星被認為不會因肝臟代謝受抑制或刺激，而產生具有臨床意義的藥物交互作用。因此它在大多數情況下不需要特殊的臨床或實驗室監測來確保其安全性。然而莫西沙星與NSAIDs類藥物具有產生嚴重藥物交互作用的潛力。
皮質類固醇與莫西沙星併用會增加導致肌腱病變和失能的潛力。
含有鋁或鎂離子的制酸劑會抑制莫西沙星的吸收。會延長QT間期的藥物（例如：雙氟苯丁哌啶苯並咪唑酮）可能會對QT間期延長產生疊加效應，並導致心室性心律不整的風險增加。服用華法林的個體，其凝血酶原時間比值（INR）可能會增加或減少。

## 過量
"發生急性過量時，應排空胃部並維持足夠的體液。由於QT間期可能會被延長，建議進行心電圖監測。應對患者仔細觀察並給予支持性治療。口服過量後盡快服用活性炭可防止全身性莫西沙星暴露過度增加。透過連續腹膜透析和血液透析分別可清除約3%和9%的莫西沙星劑量，以及約2%和4.5%的其葡萄糖醛酸代謝物。"（摘錄自2008年12月29日Avelox藥品說明書）

## 藥理學

### 作用機制
莫西沙星是一種廣效抗生素，對革蘭氏陽性菌和革蘭氏陰性菌均具活性。它透過抑制DNA旋轉酶（一種II型拓撲異構酶）和IV型拓撲異構酶來發揮作用，這些酵素是細菌DNA分離所必需，因此能抑制細胞複製。莫西沙星主要作用於DNA旋转酶的 gyrA subunit，不同於左氧氟沙星（levofloxacin）、氧氟沙星（ofloxacin）等的 fluoroquinolones 類抗生素，後者作用在拓撲異構酶IV（topoisomerase IV）的 parC 或是 parE subunit。

### 藥物動力學
口服或靜脈注射的莫西沙星，約有52%會透過葡萄糖醛酸苷和硫酸鹽結合進行代謝。細胞色素P450系統不參與莫西沙星的代謝，也不受莫西沙星影響。硫酸鹽結合物 (M1) 約佔劑量的38%，主要經由糞便排出。口服或靜脈注射劑量的約14%會轉化為葡萄糖醛酸結合物 (M2)，完全經由尿液排出。M2的血漿峰值濃度約為原型藥物的40%，而M1的血漿濃度通常低於莫西沙星的10%。
針對細胞色素P450酵素進行的體外研究顯示，莫西沙星不會抑制CYP3A4、CYP2D6、CYP2C9、CYP2C19或CYP1A2，表示莫西沙星不太可能改變由這些酵素所代謝藥物的藥物動力學。
莫西沙星在兒科受試者中的藥物動力學尚未進行過研究。
莫西沙星的生物半衰期為11.5至15.6小時（單劑量，口服）。口服或靜脈注射莫西沙星劑量中約45%以原型藥物形式排出（約20%經尿液排出，25%經糞便排出）。口服劑量中總計96 ± 4%以原型藥物或已知代謝物形式排出。平均（± 標準差）表觀總體清除率和腎臟清除率分別為12 ± 2升/小時和2.6 ± 0.5升/小時。莫西沙星在腦膜炎患者中的腦脊髓液滲透率為70%至80%。

## 化學
莫西沙星單鹽酸鹽是一種微黃至黃色的結晶物質。透過多個步驟合成，首先是製備外消旋的2,8-二氮雜雙環[4.3.0]壬烷，然後使用酒石酸進行拆分。接著在[[1,4-二氮雜二環[2.2.2]辛烷]]存在下引入適當衍生化的咪唑喹啉酸，隨後酸化形成莫西沙星鹽酸鹽。

## 歷史
莫西沙星於1991年由拜耳公司首次獲得專利（美國專利），並於1997年再次獲得專利。隨後，商品名稱為Avelox的藥物於1999年獲得FDA批准在美國上市，用於治療特定的細菌感染。Avelox在2007年美國開立處方量最大的200種藥物中排名第140位，全球銷售額達6.973億美元。
莫西沙星也由愛爾康以Vigamox的品牌名稱生產及銷售。

### 專利
拜耳公司於1989年6月30日提出一項關於Avelox的美國專利申請，隨後於1991年2月5日獲得批准。這項專利原定於2009年6月30日到期。然而此項專利於2004年9月16日又獲准延長兩年半，因此預計直到2012年才會到期。莫西沙星隨後（十年後）於1999年獲得FDA批准在美國使用。自1989年美國核准以來，至少另有四項關於鹽酸莫西沙星的額外專利已在美國提交，同時也在美國以外申請專利。

## 社會與文化

### 監管行動
監管機構針對莫西沙星治療相關的某些罕見但嚴重的不良事件已採取應對行動。
歐洲藥品管理局根據對罕見但嚴重的肝毒性和皮膚反應報告的調查，於2008年建議口服（而非靜脈注射）莫西沙星的使用應僅限於其他抗菌劑無法使用或已失效的感染。 加拿大也要求在產品標籤包含肝損傷風險的警告。
美國產品標籤並未包含類似歐洲標籤的限制，但帶有關於肌腱損傷和/或斷裂風險以及不可逆周邊神經病變風險的黑框警告。

### 通用名藥物（學名藥）
美國德拉瓦地區法院於2007年裁定拜耳關於Avelox的兩項專利有效且可執行，而Dr. Reddy's公司對Avelox學名藥版本的簡易新藥申請（ANDA）構成侵權。地區法院支持拜耳，引用聯邦巡迴上訴法院先前在Takeda訴Alphapharm案中的裁決，根據拜耳宣佈法院裁決的新聞稿指出"被告未證實其化合物在現有技術中為顯而易見"。另根據拜耳公司在2008年第一季度股東通訊中的文字，梯瓦製藥也對Dr. Reddy's案中涉及的相同拜耳專利提出有效性挑戰。拜耳公司表示他們已與梯瓦製藥美國公司達成協議，以解決雙方關於拜耳兩項專利的訴訟。根據達成的和解條款，替瓦公司將在拜耳兩項專利中第二項於2014年3月到期前不久，獲得在美國銷售其莫西沙星學名藥片劑產品的許可。